# Indische Rosskastanie
Die Indische Rosskastanie (Aesculus indica) ist eine Pflanzenart aus der Gattung der Rosskastanien (Aesculus) in der Familie der Seifenbaumgewächse (Sapindaceae).

## Beschreibung

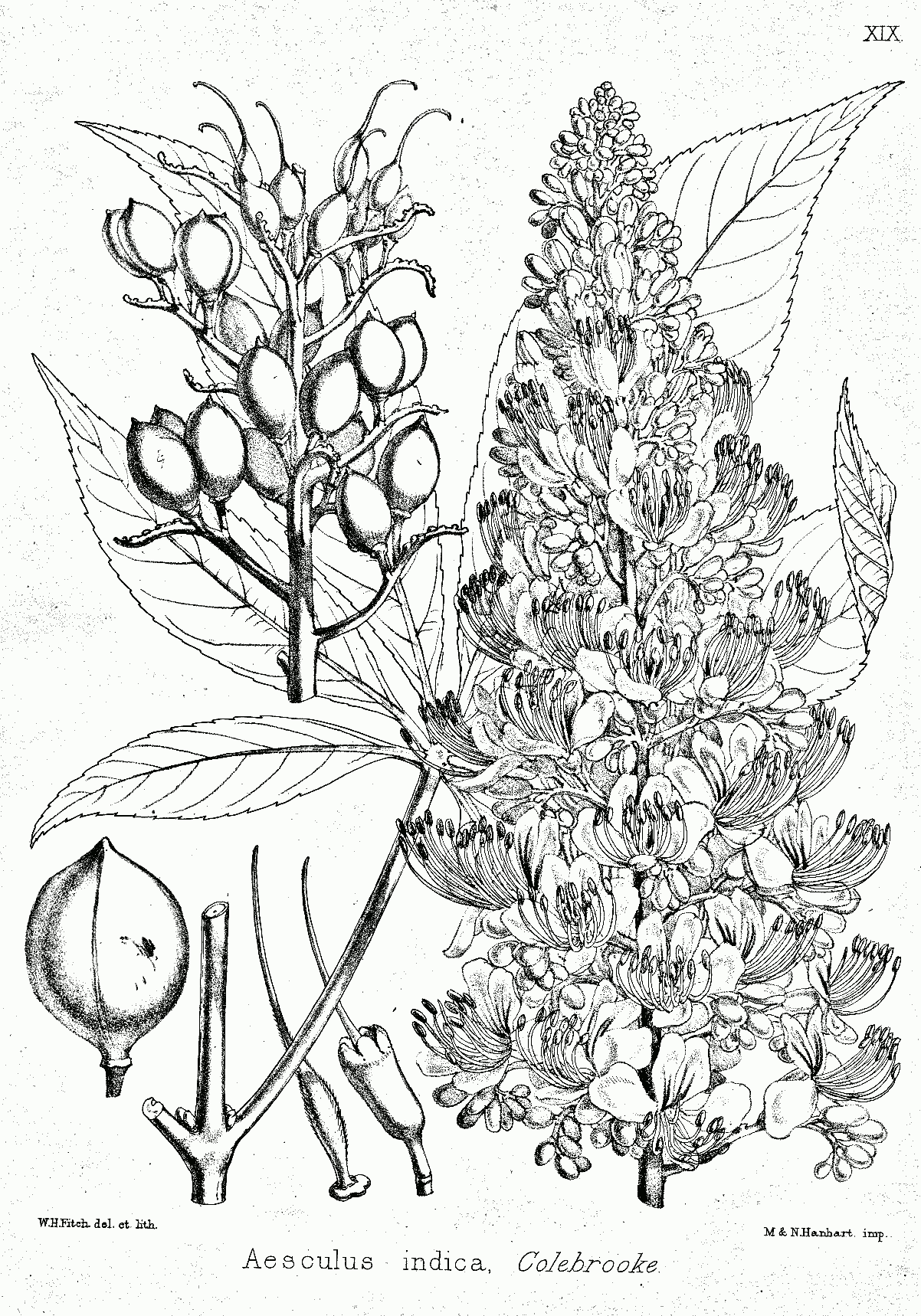
Illustration

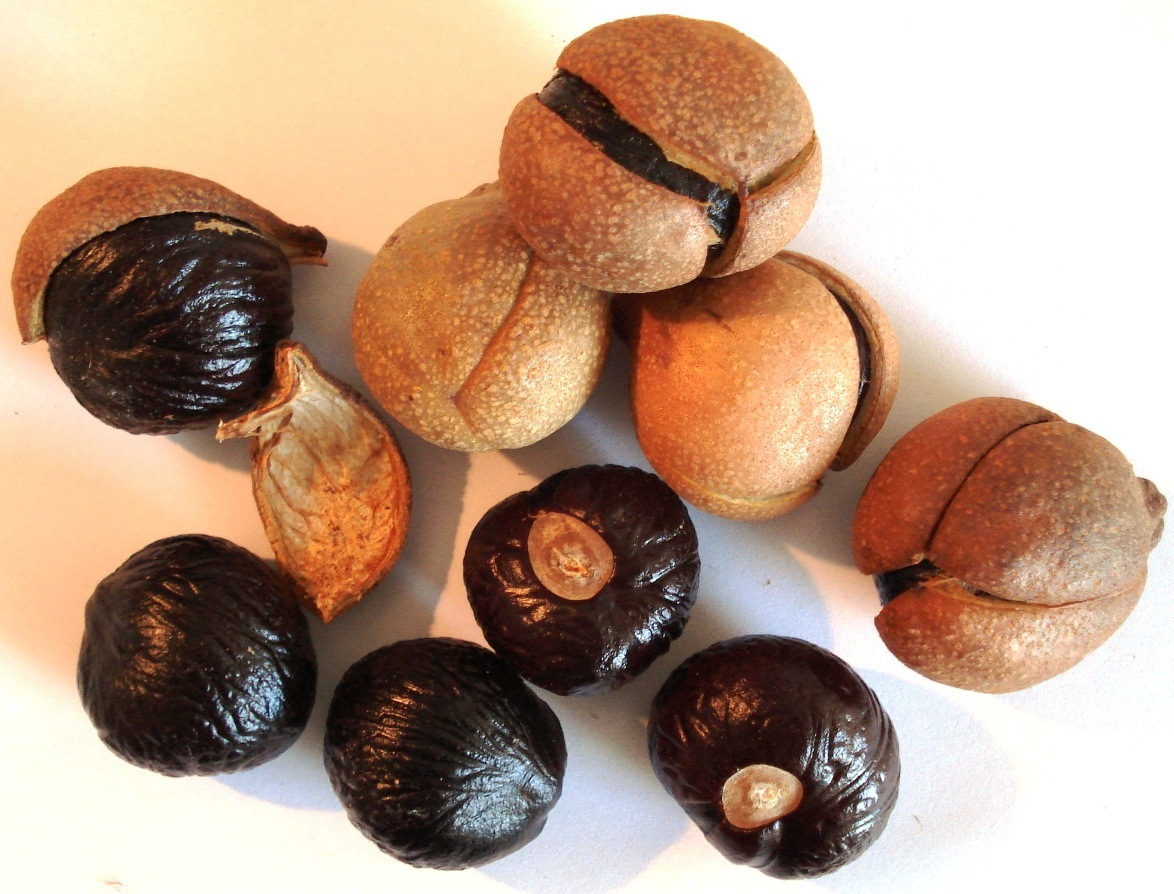
Früchte

### Vegetative Merkmale
Die Indische Rosskastanie ist ein sommergrüner Baum, der Wuchshöhen von bis zu 30 Metern erreichen kann; außerhalb seines natürlichen Verbreitungsgebietes bleibt er meist deutlich kleiner und erreicht kaum 20 Meter Wuchshöhe. Der Stammdurchmesser erreicht über 1 Meter. Die graue Borke des Stammes löst sich in langen Streifen ab.
Die gegenständig an den Zweigen angeordneten Laubblätter sind in Blattstiel und -spreite gegliedert. Der Blattstiel ist 10 bis 15 Zentimeter lang. Die gefingerte Blattspreite siebenteilig (bisweilen auch fünf- oder neunteilig). Die etwa 1 Zentimeter lang gestielten Fiederblättchen sind bei einer Länge von bis zu 20 Zentimetern verkehrt-eiförmig bis elliptisch, lanzettlich, zugespitzt und auf beiden Seiten kahl und am Rand fein gesägt. Der frische Austrieb ist meist noch einige Zeit rot gefärbt. 

### Generative Merkmale
Die Indische Rosskastanie ist andromonözisch. Die Blütezeit reicht von Juni bis Juli. Der rispige Blütenstand ist 20 bis 30 Zentimeter lang.
Die gestielten, zwittrigen oder funktionell männlichen Blüten sind vier- bis fünfzählig. Die fünf Kelchblätter sind zu einer etwa 5 mm langen, kurz gezähnten Röhre verwachsen. Die vier weiß bis rosa, teils auch gelblich gefärbten Kronblätter sind ungleich geformt. Es sind meist sieben freie, 2 bis 2,5 cm lange Staubblätter vorhanden. Drei Fruchtblätter sind zu einem fein behaarten Fruchtknoten mit langem Griffel verwachsen. Es ist jeweils ein Diskus vorhanden. Bei männlichen Blüten ist ein Pistillode vorhanden.
Die runden, zum Stielansatz hin leicht tropfenförmig verlängerten, dreiklappigen, 4 bis 6 Zentimeter langen Kapselfrüchte sind rau, aber nicht bestachelt. Die darin enthaltenen 3–3,5 Zentimeter großen, dunkelbraunen und glänzenden Samen, mit relativ kleinem Hilum, reifen ab Anfang Oktober.

## Vorkommen
Die Indische Rosskastanie stammt aus Asien, wo sie natürlich im nordwestlichen Himalaja in höheren Lagen von etwa 1500 bis 3000 Metern vorkommt. Ihr Verbreitungsgebiet erstreckt sich über das östliche Afghanistan, Nordindien, Nepal und das nördliche Pakistan.

## Nutzung
Außerhalb ihres natürlichen Verbreitungsgebietes wird sie gelegentlich in Botanischen Gärten, Parks und Gärten als Zierbaum gepflanzt. In Mitteleuropa ist sie nur in wintermilden Gebieten oder an geschützten Stellen genügend winterhart; auf den Britischen Inseln und in Südeuropa gedeiht sie jedoch im Freistand.
Im Himalaya werden die Samen gegessen, als Mehl oder geröstet. Allerdings müssen die Bitterstoffe vorher entfernt bzw. ausgewaschen werden.

### Sorte
Von der Indischen Rosskastanie gibt es die Sorte Aesculus indica 'Sydney Pearce', die kleiner bleibt und deren Blüten mehr weißlichgelb und weniger rosafarben als die Art sind.

## Taxonomie
Die Erstbeschreibung erfolgte unter dem Namen (Basionym) Pavia indica Wall. ex Cambess. in Venceslas Victor Jacquemont: Voyage dans l'Inde 4 (Bot.), Band 31, Tafel 35. Die Neukombination zu Aesculus indica wurde 1859 durch den britischen Botaniker William Jackson Hooker in Botanical Magazine, Volume 85, Tafel 5117 veröffentlicht.